# Irán en la Copa Mundial de Fútbol de 1998
La selección de Irán fue uno de los 32 países participantes de la Copa Mundial de Fútbol de 1998, realizada en Francia.
Su participación en la Copa Mundial de Fútbol de 1998, es la segunda del equipo iraní en la historia del torneo; previamente, había participado en 1978, donde no pasó a la segunda fase.
Irán llegaba al Mundial como uno de los equipos más fuertes del continente asiático. Allí, participó del Grupo F donde enfrentó a los equipos de Alemania, Estados Unidos y Yugoslavia. Pero no tuvo mucha suerte, porque los iraníes quedaron terceros en el grupo, detrás de los 2 equipos europeos y superando solamente a los estadounidenses, particularmente por el triunfo que obtuvo por 2 a 1, precisamente ante los norteamericanos.

## Clasificación

### Grupo 2
| Equipo     | Pts | PJ | PG | PE | PP | GF | GC | DF  |
| ---------- | --- | -- | -- | -- | -- | -- | -- | --- |
| Irán       | 16  | 6  | 5  | 1  | 0  | 39 | 3  | 36  |
| Kirguistán | 9   | 5  | 3  | 0  | 2  | 12 | 11 | 1   |
| Siria      | 7   | 5  | 2  | 1  | 2  | 27 | 5  | 22  |
| Maldivas   | 0   | 6  | 0  | 0  | 6  | 0  | 59 | -59 |

| Fecha               | Lugar           |            |  | Resultado |  |            |
| ------------------- | --------------- | ---------- |  | --------- |  | ---------- |
| 2 de junio de 1997  | Damasco (Siria) | Maldivas   |  | 0:17      |  | Irán       |
| 4 de junio de 1997  | Damasco (Siria) | Kirguistán |  | 0:7       |  | Irán       |
| 6 de junio de 1997  | Damasco         | Siria      |  | 0:1       |  | Irán       |
| 9 de junio de 1997  | Teherán         | Irán       |  | 3:1       |  | Kirguistán |
| 11 de junio de 1997 | Teherán         | Irán       |  | 9:0       |  | Maldivas   |
| 13 de junio de 1997 | Teherán         | Irán       |  | 2:2       |  | Siria      |

### Ronda final

#### Grupo A
| Equipo         | Pts | PJ | PG | PE | PP | GF | GC | DF |
| -------------- | --- | -- | -- | -- | -- | -- | -- | -- |
| Arabia Saudita | 14  | 8  | 4  | 2  | 2  | 8  | 6  | 2  |
| Irán           | 12  | 8  | 3  | 3  | 2  | 13 | 8  | 5  |
| China          | 11  | 8  | 3  | 2  | 3  | 11 | 14 | -3 |
| Catar          | 10  | 8  | 3  | 1  | 4  | 7  | 10 | -3 |
| Kuwait         | 8   | 8  | 2  | 2  | 4  | 7  | 8  | -1 |

| Fecha                    | Lugar            |                |                                       | Resultado |                                       |                |
| ------------------------ | ---------------- | -------------- | ------------------------------------- | --------- | ------------------------------------- | -------------- |
| 13 de septiembre de 1997 | Dalian           | China          | Bandera de la República Popular China | 2:4       | Bandera de Irán                       | Irán           |
| 19 de septiembre de 1997 | Teherán          | Irán           | Bandera de Irán                       | 1:1       | Bandera de Arabia Saudita             | Arabia Saudita |
| 26 de septiembre de 1997 | Ciudad de Kuwait | Kuwait         | Bandera de Kuwait                     | 1:1       | Bandera de Irán                       | Irán           |
| 3 de octubre de 1997     | Teherán          | Irán           | Bandera de Irán                       | 3:0       | Bandera de Catar                      | Catar          |
| 17 de octubre de 1997    | Teherán          | Irán           | Bandera de Irán                       | 4:1       | Bandera de la República Popular China | China          |
| 24 de octubre de 1997    | Riad             | Arabia Saudita | Bandera de Arabia Saudita             | 1:0       | Bandera de Irán                       | Irán           |
| 31 de octubre de 1997    | Teherán          | Irán           | Bandera de Irán                       | 0:0       | Bandera de Kuwait                     | Kuwait         |
| 7 de noviembre de 1997   | Doha             | Catar          | Bandera de Catar                      | 2:0       | Bandera de Irán                       | Irán           |

### Repesca intercontinental
| Fecha                   | Lugar     |           |                      | Resultado |                      |           |
| ----------------------- | --------- | --------- | -------------------- | --------- | -------------------- | --------- |
| 22 de noviembre de 1997 | Teherán   | Irán      | Bandera de Irán      | 1:1       | Bandera de Australia | Australia |
| 29 de noviembre de 1997 | Melbourne | Australia | Bandera de Australia | 2:2       | Bandera de Irán      | Irán      |

- Irán clasifica a Francia 98', por convertir más goles de visitante, pese al empate 3-3 en el marcador global.

## Jugadores
Datos corresponden a situación previo al inicio del torneo
| #  | Nombre                | Posición      | Edad | PJ Sel | Club                 |
| -- | --------------------- | ------------- | ---- | ------ | -------------------- |
| 1  | Ahmad Reza Abedzadeh  | Portero       | 32   | 66     | Persépolis FC        |
| 2  | Mehdi Mahdavikia      | Mediocampista | 20   | 24     | Persépolis FC        |
| 3  | Naeim Saadavi         | Defensa       | 28   | 8      | Persépolis FC        |
| 4  | Mohammad Khakpour     | Defensa       | 29   | 37     | Bahman FC            |
| 5  | Afshin Peyrovani      | Defensa       | 28   | 37     | Persépolis FC        |
| 6  | Karim Bagheri         | Mediocampista | 24   | 44     | Arminia Bielefeld    |
| 7  | Alireza Mansourian    | Mediocampista | 26   | 33     | Esteghlal FC         |
| 8  | Sirous Dinmohammadi   | Mediocampista | 27   | 16     | Shahrdari Tabriz FC  |
| 9  | Hamid Estili          | Mediocampista | 31   | 44     | Bahman FC            |
| 10 | Ali Daei              | Delantero     | 29   | 50     | Arminia Bielefeld    |
| 11 | Khodadad Azizi        | Delantero     | 26   | 27     | 1. FC Koln           |
| 12 | Nima Nakisa           | Portero       | 27   | 6      | Persépolis FC        |
| 13 | Ali Latifi            | Delantero     | 22   | 0      | Bahman FC            |
| 14 | Nader Mohammadkhani   | Mediocampista | 34   | 16     | Polyacryl Esfahan FC |
| 15 | Ali Akbar Ostad-Asadi | Defensa       | 32   | 29     | Zob Ahan FC          |
| 16 | Reza Shahroudi        | Defensa       | 26   | 34     | Persépolis FC        |
| 17 | Javad Zarincheh       | Defensa       | 31   | 55     | Esteghlal FC         |
| 18 | Sattar Hamedani       | Mediocampista | 24   | 3      | Bahman FC            |
| 19 | Behnam Seraj          | Delantero     | 26   | 0      | Sanat Naft Abadan FC |
| 20 | Mehdi Pashazadeh      | Defensa       | 24   | 4      | Esteghlal FC         |
| 21 | Mehrdad Minavand      | Mediocampista | 22   | 23     | Persépolis FC        |
| 22 | Parviz Boroumand      | Portero       | 25   | 0      | Esteghlal FC         |
| DT | Jalal Talebi          |               |      |        |                      |

## Participación

### Primera fase
| Equipo         | Pts | PJ | PG | PE | PP | GF | GC | Dif |
| -------------- | --- | -- | -- | -- | -- | -- | -- | --- |
| Alemania       | 7   | 3  | 2  | 1  | 0  | 6  | 2  | 4   |
| Yugoslavia     | 7   | 3  | 2  | 1  | 0  | 4  | 2  | 2   |
| Irán           | 3   | 3  | 1  | 0  | 2  | 2  | 4  | -2  |
| Estados Unidos | 0   | 3  | 0  | 0  | 3  | 1  | 5  | -4  |

| 14 de junio de 1998, 17:30 | RF Yugoslavia  | 1:0 (0:0) | Irán | Stade Geoffroy-Guichard, Saint-Étienne                                    |                                                                           |
|                            | Mihajlović 73' | Reporte   |      | Asistencia: 30.600 espectadores Árbitro(s): Alberto Tejada Noriega (Perú) | Asistencia: 30.600 espectadores Árbitro(s): Alberto Tejada Noriega (Perú) |

| 21 de junio de 1998, 21:00              | Estados Unidos | 1:2 (0:1) | Irán                        | Stade Gerland, Lyon                                           |                                                               |
|                                         | McBride 87'    | Reporte   | Estili 41' · Mahdavikia 83' | Asistencia: 39.100 espectadores Árbitro(s): Urs Meier (Suiza) | Asistencia: 39.100 espectadores Árbitro(s): Urs Meier (Suiza) |
| Primera victoria de Irán en un mundial. |                |           |                             |                                                               |                                                               |

| 25 de junio de 1998, 21:00 | Alemania                     | 2:0 (0:0) | Irán | Stade de la Mosson, Montpellier                                          |                                                                          |
|                            | Bierhoff 50' · Klinsmann 57' | Reporte   |      | Asistencia: 29.800 espectadores Árbitro(s): Epifanio González (Paraguay) | Asistencia: 29.800 espectadores Árbitro(s): Epifanio González (Paraguay) |